# كينغستون أبون هال

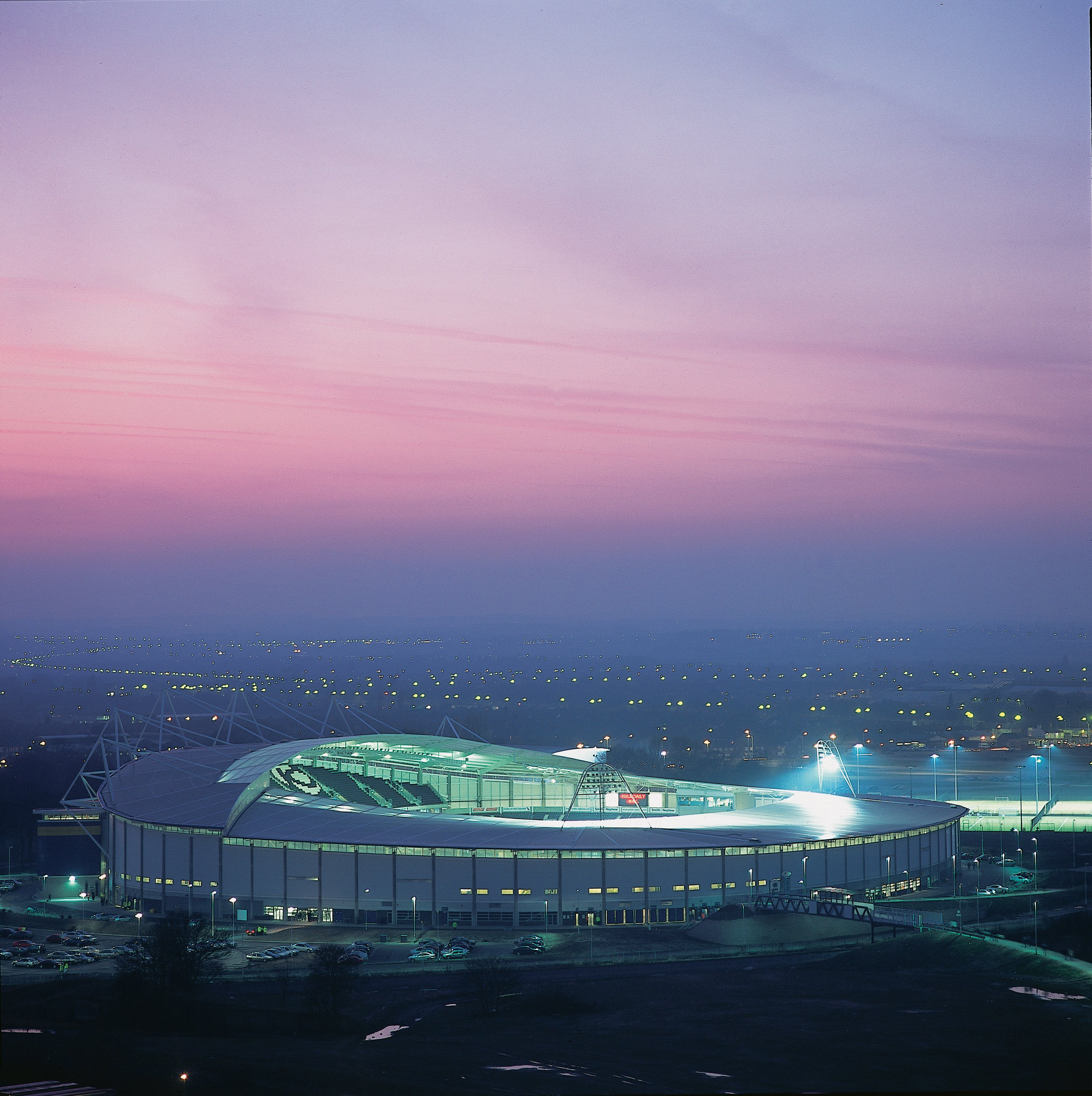
ملعب كيه سي (اتصالات كينغستون) موقع مباريات إياب فريق هال سيتي لكرة القدم.

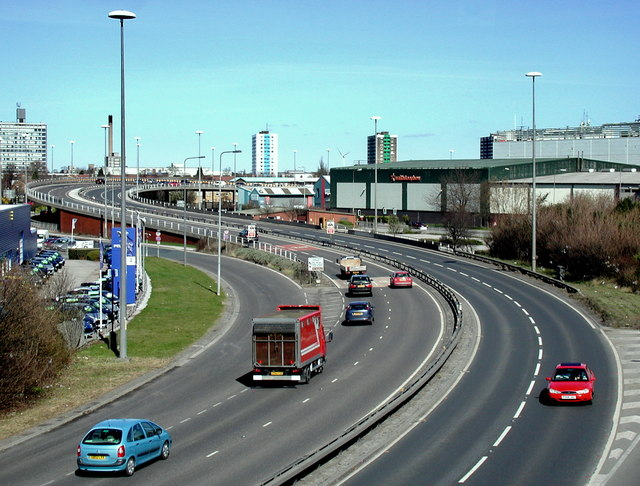
طريق «كلايف سلفان» وهو لاعب رقبي شهير.

كينغستون أبون هُل (بالإنجليزية: Kingston upon Hull)‏ وغالباً ما تختصر إلى هُل (بالإنجليزية: Hull)‏ وتُلفظ «هُل» هي إحدى مدن شرق إنكلترا في المملكة المتحدة، تقع على الضفة الشمالية لنهر الهمبر بالقرب من مصبه في بحر الشمال. يبلغ عدد نسماتها حوالي 300 ألف، وهي بذلك تقع في المركز 12 من حيث الحجم في المملكة. حصلت على لقب «مدينة» القانوني عام 1897. بها ميناء تجاري مهمّ، وتربطها عبارة بروتردام الهولندية. وبها مقرّ جامعة هل.

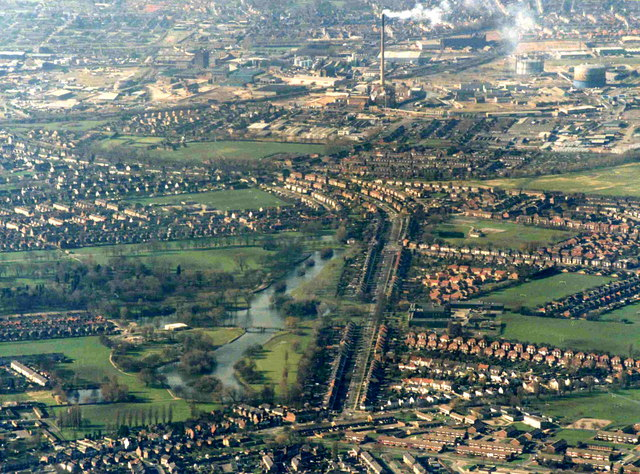
مصنع مجاور للأحياء السكنية
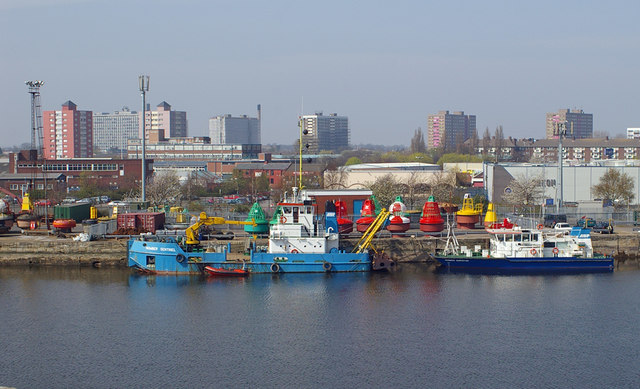
جانب من أرصفة ميناء هل.
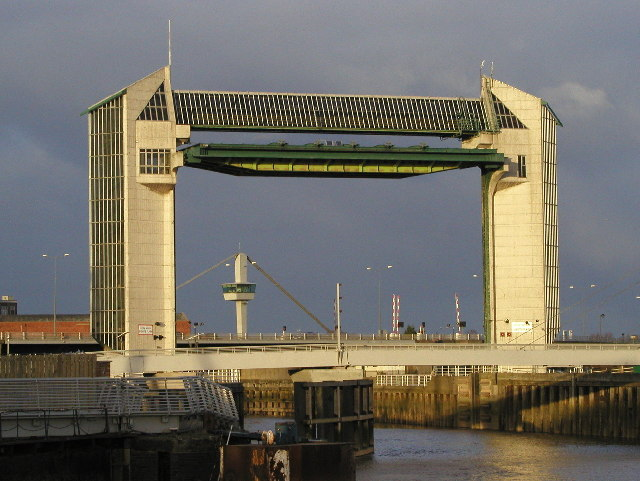
سد المد والجزر لنهر هل.

## التاريخ

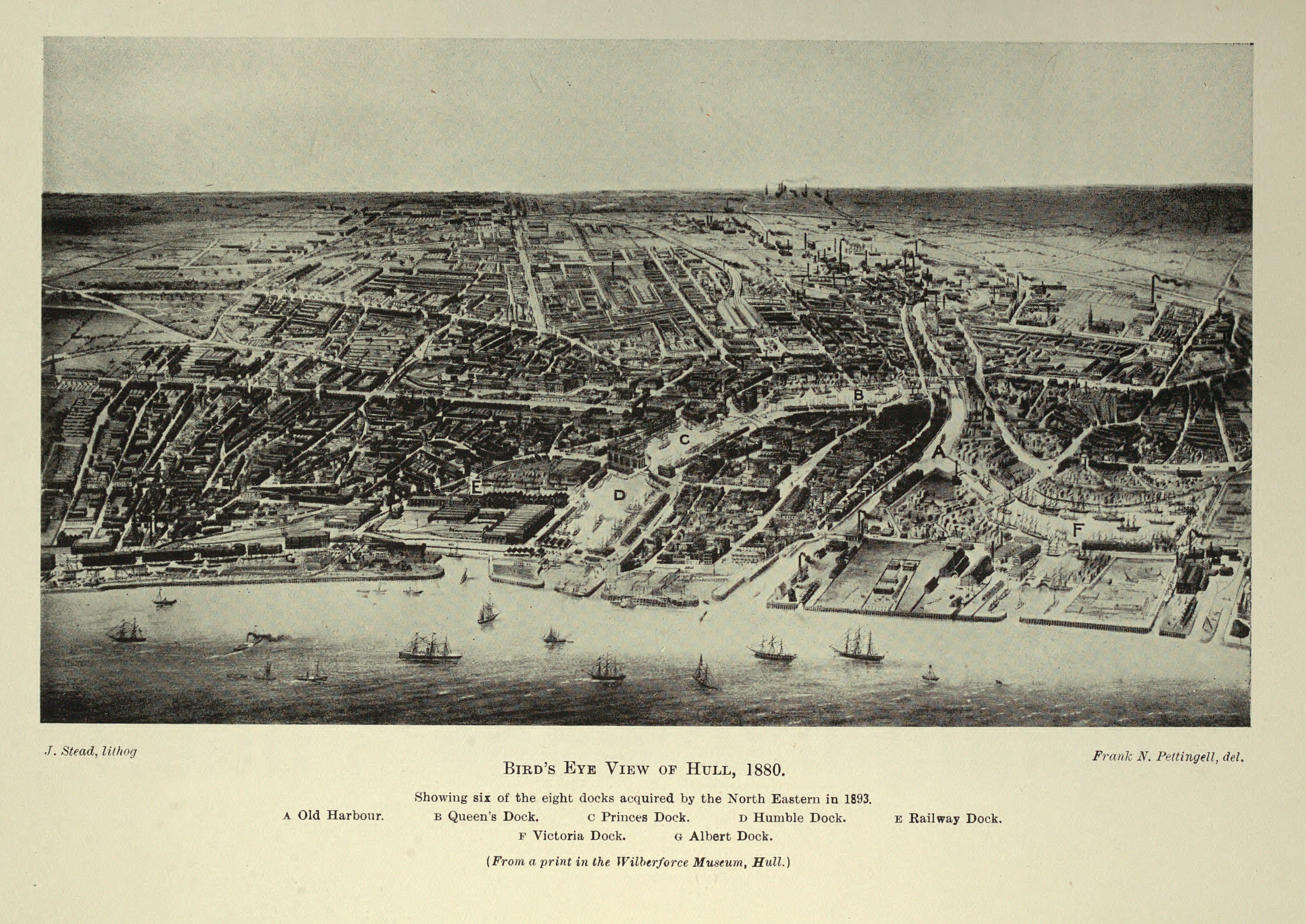
المدينة والمراسي سنة 1880م.
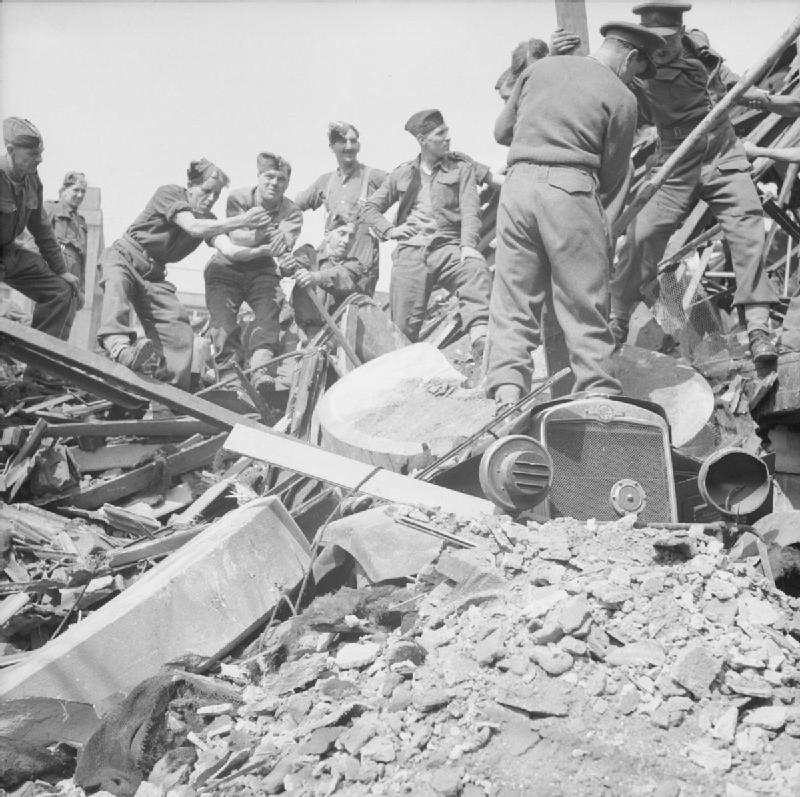
قصف هل أثناء الحرب العالمية الثانية كان الأشد خارج لندن

## الاقتصاد

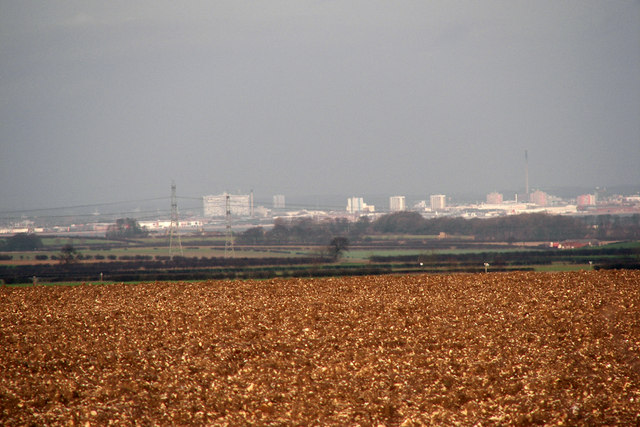
شرق يوركشير منطقة زراعية بالأساس. تظهر وراء الحقول مستشفى هل الملكية.

## المعالم

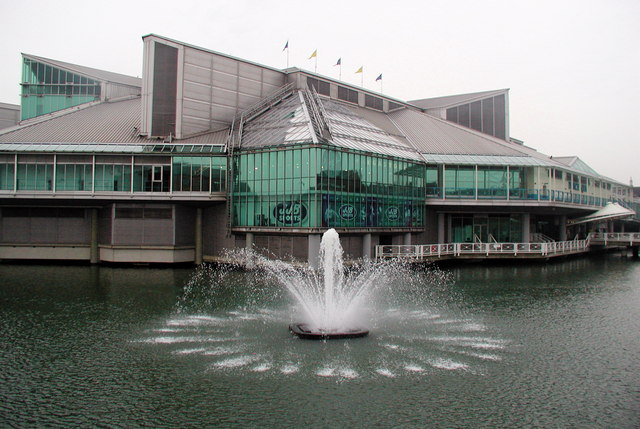
مركز تسوق «برنسس كي».

## الخدمات

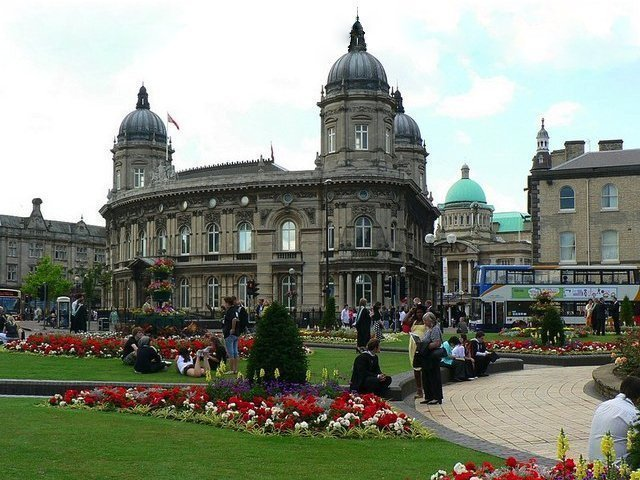
مبنى البلدية وخريجو جامعة هل.

## توأمة
لكينغستون أبون هال اتفاقيات توأمة مع كل من:
- فريتاون
- شتشين
- ريكيافيك
- رالي

## أعلام
- نيك بارمبي
- توم كورتيناي
- ميك رونسون
- فيليب لاركن
- كلايف سوليفان
- ستان الكسندر
- إرنست ويليام براون
- كالم سكوت
- بيتر فلانغن
- مالكوم تومسون